# Kallern
Kallern (schweizertyska: Challere) är en ort och kommun i distriktet Muri i kantonen Aargau, Schweiz. Kommunen har 407 invånare (2023).
Den största ortsdelen är byn Hinterbühl.